# Macleod (del av en befolkad plats)
Macleod är en del av en befolkad plats i Australien. Den ligger i delstaten Victoria, omkring 13 kilometer nordost om delstatshuvudstaden Melbourne. Antalet invånare är 9 606.
Runt Macleod är det mycket tätbefolkat, med 1 819 invånare per kvadratkilometer.. Närmaste större samhälle är Melbourne, omkring 13 kilometer sydväst om Macleod. 
Runt Macleod är det i huvudsak tätbebyggt. Genomsnittlig årsnederbörd är 1 244 millimeter. Den regnigaste månaden är juli, med i genomsnitt 140 mm nederbörd, och den torraste är januari, med 49 mm nederbörd.